# تاكيشي أويدا
تاكيشي أويدا (باليابانية: 上田剛士؛ بالكانا: うえだ たけし) هو عازف باس ومبرمج ومنتج أسطوانات ياباني، ولد في 25 أغسطس 1968 في يوكوهاما في اليابان.

## وصلات خارجية
- الموقع الرسمي
- تاكيشي أويدا على موقع ميوزك برينز (الإنجليزية)
- تاكيشي أويدا على موقع ميوزك برينز (الإنجليزية)
- تاكيشي أويدا على موقع ديسكوغز (الإنجليزية)